# 黒澤はるか
黒澤 はるか（くろさわ はるか、1990年5月8日 - ）は、東京都出身の女優。2018年、芸能事務所スターダストプロモーションを退所し、フリーランスに。
血液型O型。趣味はピアノ、テニス。特技はダンス。

## 出演

### 映画
- DREAM PHOTO（2010年）※短編映画
- 真・兎 野性の闘牌（2013年） - 山根こずえ 役
- RED COW（2015年）
- 罪の余白（2015年）
- 栞（2018年）- 坂口亜衣 役
- レディ in ホワイト（2018年）
- 検察側の罪人（2019年） - 藤尾役
- SHORT TRIAL PROJECT 2018「ブレス」（2019年） - 主演・彩香 役 ※短編映画、川添野愛とダブル主演
- たぶん （2020年）- アリサ 役

### テレビドラマ
- 土曜ワイド劇場 西村京太郎トラベルミステリー 第53作（2010年） - 大石あずさ 役
- GOLD（2010年）
- 塚原卜伝 第1話（2011年）
- チープ・フライト（2013年） - 候補生 役
- ヴァンパイア・ヘヴン（2013年） - 瑞穂 役（レギュラー）
- 潜入探偵トカゲ 第5話（2013年）
- 罪と罰 A Falsified Romance 第6話（2013年）
- なるようになるさ。 第5・6話（2013年） - 沢木あかね 役
- 花の鎖（2013年）
- ミス・パイロット 第1話（2013年）
- 家族の裏事情 第3話（2013年）
- 恋する日本語（2014年）
- 医師たちの恋愛事情 第8話（2015年）
- 遺産相続弁護士 柿崎真一 第6話（2016年）
- 警視庁・捜査一課長 season2 第9話（2017年）
- ぼくは麻理のなか（2017年） - 柿口茉里 役
- まとわりつくオンナ - 五つの地獄編 第3話（2020年3月6日、TBS）[2]
- 彼が僕に恋した理由（2020年） - 須永美紀 役
- 御社の乱れ正します! 第3話 - （2024年4月16日 - 、BS-TBS） - 副島映美 役[3]

### テレビ番組
- 全国高等学校クイズ選手権 ショートドラマ（2008年）
- Livejack Special II（2010年）
- Shibuya Deep A（2010年）
- 痛快TV スカッとジャパン（2016年）
- アメトーーク ゾンビ芸人（2016年）
- ワールド極限ミステリー「旦那がマッチングアプリでやりとりしている相手は嫁です」（2021年）

### 舞台
- チキュウノミカタ（2009年）
- Re-miniscence（2009年）
- Re アールイー（2010年）
- PRISON OPERA ガールズプリズンオペラ（2012年）
- へなちょこヴィーナス（2012年）
- 熱海殺人事件（2013年）
- 結婚の偏差値 舞台編（2014年）
- 獅子（2014年）
- 嫌われる勇気（2015年） - 主演

### CM
- 学校法人片柳学園 日本工学院専門学校（2008年）
- NTTドコモ（2008年）
- AOKIホールディングス（2009年）
- レオパレス21（2009年）
- NTTドコモ docomo for PC（2009年）
- ラウンドワン（2010年）
- 梅の花 検事・鬼島平八郎番組インフォマーシャル（2010年）
- 花王 ロリエ スピードプラススリムガード（2011年）
- ぐるなび（2012年）
- パナソニック 衣類スチーマー（2013年）
- 花王 フレアフレグランス（2013年）
- セブン-イレブン（2014年）
- ヤマトホームコンビニエンス（2014年）
- 小林製薬 噛むブレスケア（2014年 - ）
- マンナンライフ 蒟蒻畑（2014年）
- システナ（2015年 - ）
- 國學院大學 あなただけのBest Moment（2015年 - ）
- Honda Cars関東（2016年 - ）
- ライオン ソフラン（2016年）
- 日本コカ・コーラ 綾鷹（2016年 - ）
- フイットハウス （2017年 - ）
- Spotify （2017年 - ）
- ゼクシィ縁結び（2017年 -）
- Brillia ONE 堂島プロジェクト（2021年 -）

### PV
- GReeeeN 旅立ち（2008年）
- 0SOUL7 東京元年（2008年）
- YUI I'llbe（2008年）
- GReeeeN HUDSON X GReeeeN ライブ!? DeeeeS!?（2010年）
- Sonar Pocket 線香花火 〜8月の約束〜（2013年）
- DadaD PEACE（2014年）
- PrizmaX Lonely summer days（2015年）
- 超特急 Yell（2016年）

### ラジオ
- 60TRY部（2014年 - ） - 木曜レギュラー
- FMシアター シュガー・ソネット（2015年）

### 雑誌
- プチプリンセス
- MAQUIA

### スチール
- ウィルコム（2013年） - カタログモデル

### イベント
- "STRAYDOG"LIVE 〜20th Anniversary〜